# Vibraciones de una membrana circular

Uno de los posibles modos de vibración de una membrana circular idealizada

Las vibraciones de una membrana circular idealizada, esencialmente una membrana elástica de espesor uniforme fijada a un marco circular rígido, existen soluciones de la ecuación de onda con condiciones de contorno nulas.
Existe un número infinito de formas en las cuales la membrana puede vibrar, dependiendo de la forma de la deformación de la membrana en un cierto instante de tiempo inicial y de la derivada de la forma de la membrana en el instante inicial. Utilizando el método de separación de variables, es posible encontrar un conjunto de modos de vibración simples, y se puede demostrar que cualquier vibración compleja arbitraria de una membrana puede ser descompuesta en una serie de vibraciones simples (análogas a las serie de Fourier). 

## Motivación
El análisis del problema de la membrana vibrante permite explicar el funcionamiento de instrumentos de percusión tales como los tambores y timbales. Sin embargo, existe también una aplicación biológica en explicar el funcionamiento del tímpano. Desde un punto de vista educativo los modos de un objeto bidimensional son una forma conveniente de visualmente demostrar el significado de modos, nodos, antinodo y aun los números cuánticos. Estos conceptos son importantes para la comprensión de la estructura del átomo.

## El problema
Considérese un disco de {\displaystyle \Omega } de radio {\displaystyle a} centrado en el origen, el cual representa la forma quieta de la membrana del tambor. En todo instante {\displaystyle t,} la elevación de la forma de la membrana en un punto {\displaystyle (x,y)} en {\displaystyle \Omega } medido a partir de la forma quieta de la membrana se escribirá como {\displaystyle u(x,y,t),} el cual puede tomar tanto valores positivos como negativos. Llamemos {\displaystyle \partial \Omega } la frontera de {\displaystyle \Omega ,} es decir, el círculo de radio {\displaystyle a} centrado en el origen, que representa el marco rígido al cual se encuentra fijada la membrana.
La ecuación matemática que gobierna la vibración de la membrana es la ecuación de onda con condiciones de contorno nulas, 
{\displaystyle {\frac {\partial ^{2}u}{\partial t^{2}}}=c^{2}\left({\frac {\partial ^{2}u}{\partial x^{2}}}+{\frac {\partial ^{2}u}{\partial y^{2}}}\right){\text{ para }}(x,y)\in \Omega \,}
{\displaystyle u=0{\text{ en }}\partial \Omega .\,}
A causa de la geometría circular de {\displaystyle \Omega }, será conveniente utilizar coordenadas cilíndricas, {\displaystyle (r,\theta ,t).} Entonces, la ecuación previa se expresa como 
{\displaystyle {\frac {\partial ^{2}u}{\partial t^{2}}}=c^{2}\left({\frac {\partial ^{2}u}{\partial r^{2}}}+{\frac {1}{r}}{\frac {\partial u}{\partial r}}+{\frac {1}{r^{2}}}{\frac {\partial ^{2}u}{\partial \theta ^{2}}}\right){\text{ para }}0\leq r<a,0\leq \theta \leq 2\pi \,}
{\displaystyle u=0{\text{ para }}r=a.\,}
Donde, {\displaystyle c} es una constante positiva, que es la velocidad a la cual las ondas de vibración transversal se propagan en la membrana. En función de los parámetros físicos, la velocidad de onda c, queda expresada como
| Símbolo                    | Nombre                                                                               |
| -------------------------- | ------------------------------------------------------------------------------------ |
| {\displaystyle N_{rr}^{*}} | Resultante radial de la membrana en la frontera de la membrana ({\displaystyle r=a}) |
| {\displaystyle h}          | Espesor de la membrana                                                               |
| {\displaystyle \rho }      | Densidad de la memebrana                                                             |

Si la membrana posee una tensión uniforme, la fuerza de la tensión uniforme en un radio dado, {\displaystyle r} queda expresada como
{\displaystyle F=rN_{rr}^{r}=rN_{\theta \theta }^{r}}
donde {\displaystyle N_{\theta \theta }^{r}=N_{rr}^{r}} es la resultante de la membrana en la dirección azimutal.

## El caso radial simétrico
Primero se analizan los modos de vibración posibles de una membrana que son simétricos de manera radial. O sea que la función {\displaystyle u} no depende del ángulo {\displaystyle \theta ,} y la ecuación de onda se simplifica quedando 
{\displaystyle {\frac {\partial ^{2}u}{\partial t^{2}}}=c^{2}\left({\frac {\partial ^{2}u}{\partial r^{2}}}+{\frac {1}{r}}{\frac {\partial u}{\partial r}}\right).}
Se buscan soluciones utilizando separación de variables, {\displaystyle u(r,t)=R(r)T(t).} Substituyendo esto en la ecuación anterior y dividiendo ambos lados por {\displaystyle c^{2}R(r)T(t)} se obtiene 
{\displaystyle {\frac {T''(t)}{c^{2}T(t)}}={\frac {1}{R(r)}}\left(R''(r)+{\frac {1}{r}}R'(r)\right).}
El lado izquierdo de la igualdad no depende de {\displaystyle r,} y el lado derecho no depende de {\displaystyle t,} por lo tanto se infiere que ambos lados deben ser iguales a una constante {\displaystyle K.} Se obtienen de este modo ecuaciones separadas para {\displaystyle T(t)} y {\displaystyle R(r)}:
{\displaystyle T''(t)=Kc^{2}T(t)\,}
{\displaystyle rR''(r)+R'(r)-KrR(r)=0.\,}
La ecuación de {\displaystyle T(t)} tiene soluciones que crecen o decaen exponencialmente para {\displaystyle K>0,} son lineales o constante para {\displaystyle K=0,} y son periódicas si {\displaystyle K<0.} Desde un punto de vista físico se espera que la solución al problema de la membrana que vibra sea oscilatorio en el tiempo, por lo que queda el tercer caso, {\displaystyle K<0,} cuando {\displaystyle K=-\lambda ^{2}.} Entonces, {\displaystyle T(t)} es una combinación lineal de funciones seno y coseno, 
{\displaystyle T(t)=A\cos c\lambda t+B\sin c\lambda t.\,}
Analizando la ecuación para {\displaystyle R(r),} notando que {\displaystyle K=-\lambda ^{2},} todas las soluciones de esta ecuación diferencial de segundo orden son una combinación lineal de funciones de Bessel de orden 0, 
{\displaystyle R(r)=c_{1}J_{0}(\lambda r)+c_{2}Y_{0}(\lambda r).\,}
La función de Bessel {\displaystyle Y_{0}} no se encuentra acotada para {\displaystyle r\to 0,} lo que daría lugar a una solución del problema de la membrana que carece de sentido físico, por lo tanto la constante {\displaystyle c_{2}} debe ser nula. También se supone que {\displaystyle c_{1}=1,} ya que de todas formas esta constante será absorbida posteriormente en las constantes {\displaystyle A} y {\displaystyle B} provenientes de {\displaystyle T(t).} De donde resulta que
{\displaystyle R(r)=J_{0}(\lambda r).}
El requerimiento que la elevación {\displaystyle u} sea cero en la frontera de la membrana determina la condición 
{\displaystyle R(a)=J_{0}(\lambda a)=0.}
La función de Bessel {\displaystyle J_{0}} posee una cantidad infinita de raíces positivas, 
{\displaystyle 0<\alpha _{01}<\alpha _{02}<\cdots }
Se obtiene que {\displaystyle \lambda a=\alpha _{0n},} para {\displaystyle n=1,2,\dots ,} por lo tanto 
{\displaystyle R(r)=J_{0}\left({\frac {\alpha _{0n}}{a}}r\right).}
Entonces, las soluciones simétricas radiales {\displaystyle u} del problema de la membrana vibrante pueden ser expresadas en variables separadas como
{\displaystyle u_{0n}(r,t)=\left(A\cos c\lambda _{0n}t+B\sin c\lambda _{0n}t\right)J_{0}\left(\lambda _{0n}r\right){\text{ for }}n=1,2,\dots ,\,}
donde {\displaystyle \lambda _{0n}=\alpha _{0n}/a.}

## El caso general
El caso general, cuando {\displaystyle u} también puede depender del ángulo {\displaystyle \theta ,} es tratada de manera similar. Se supone existe una solución mediante separación de variables, 
{\displaystyle u(r,\theta ,t)=R(r)\Theta (\theta )T(t).\,}
Substituyendo esto en la ecuación de onda y separando las variables, se obtiene
{\displaystyle {\frac {T''(t)}{c^{2}T(t)}}={\frac {R''(r)}{R(r)}}+{\frac {R'(r)}{rR(r)}}+{\frac {\Theta ''(\theta )}{r^{2}\Theta (\theta )}}=K}
donde {\displaystyle K} es una constante. Donde al igual que antes, de la ecuación para {\displaystyle T(t)} se concluye que {\displaystyle K=-\lambda ^{2}} con {\displaystyle \lambda >0} y
{\displaystyle T(t)=A\cos c\lambda t+B\sin c\lambda t.\,}
De la ecuación
{\displaystyle {\frac {R''(r)}{R(r)}}+{\frac {R'(r)}{rR(r)}}+{\frac {\Theta ''(\theta )}{r^{2}\Theta (\theta )}}=-\lambda ^{2}}
resulta, multiplicando ambos lados por {\displaystyle r^{2}} y separando variables, que 
{\displaystyle \lambda ^{2}r^{2}+{\frac {r^{2}R''(r)}{R(r)}}+{\frac {rR'(r)}{R(r)}}=L}
y
{\displaystyle -{\frac {\Theta ''(\theta )}{\Theta (\theta )}}=L,}
para alguna constante {\displaystyle L.} Dado que {\displaystyle \Theta (\theta )} es periódica, con período {\displaystyle 2\pi ,} {\displaystyle \theta } es una variable angular, se deduce que 
{\displaystyle \Theta (\theta )=C\cos m\theta +D\sin m\theta ,\,}
donde {\displaystyle m=0,1,\dots } y {\displaystyle C} y {\displaystyle D} son ciertas constantes. Esto implica que {\displaystyle -L=m^{2}.}
Analizando ahora la ecuación para {\displaystyle R(r),} su solución es una combinación lineal de funciones de Bessel {\displaystyle J_{m}} y {\displaystyle Y_{m}.} Con un argumento similar al utilizado con anterioridad, se obtiene que 
{\displaystyle R(r)=J_{m}(\lambda _{mn}r),\,} {\displaystyle m=0,1,\dots ,} {\displaystyle n=1,2,\dots ,}
donde {\displaystyle \lambda _{mn}=\alpha _{mn}/a,} con {\displaystyle \alpha _{mn}} la {\displaystyle n}-ésima raíz positiva de {\displaystyle J_{m}.}
Se ha demostrado que todas las soluciones en variables separadas del problema de la membrana circular vibrante son de la forma
{\displaystyle u_{mn}(r,\theta ,t)=\left(A\cos c\lambda _{mn}t+B\sin c\lambda _{mn}t\right)J_{m}\left(\lambda _{mn}r\right)(C\cos m\theta +D\sin m\theta )}
para {\displaystyle m=0,1,\dots ,n=1,2,\dots }

## Animaciones de varios modos de vibración
A continuación se muestran algunos modos de vibración junto con sus números cuánticos. Las funciones de onda análogas del átomo de hidrógeno también se indican como la frecuencia angular asociada {\displaystyle \omega =\lambda _{mn}}.

Modo {\displaystyle u_{01}} (1s) con {\displaystyle \lambda _{01}=2.40483}
Modo {\displaystyle u_{02}} (2s) con {\displaystyle \lambda _{02}=5.52008}
Modo {\displaystyle u_{03}} (3s) con {\displaystyle \lambda _{03}=8.65373}

Modo {\displaystyle u_{11}} (2p) con {\displaystyle \lambda _{11}=3.83171}
Modo {\displaystyle u_{12}} (3p) con {\displaystyle \lambda _{12}=7.01559}
Modo {\displaystyle u_{13}} (4p) con {\displaystyle \lambda _{13}=10.1735}

Modo {\displaystyle u_{21}} (3d) con {\displaystyle \lambda _{21}=5.13562}
Modo {\displaystyle u_{22}} (4d) con {\displaystyle \lambda _{22}=8.41724}
Modo {\displaystyle u_{23}} (5d) con {\displaystyle \lambda _{23}=11.6198}